# Björnön, Malexander
Björnön (fd Ugglebo) är en så kallad dubbelgård belägen i Malexanders socken, Boxholms kommun, Östergötland. 
Björnön är en bondgård som byggts som en dubbelgård. Den består av två enkelstugor samt ett portlider med bodar något som troligen härstammar från senare delen av 1700-talet.
I den västra enkelstugan finns interiören bevarad och där finns idag ett hembygdsmuseum. Den östra stugan är i privat ägo. 
Gården blev ett byggnadsminne 1977. 